# كلورات الليثيوم
كلورات الليثيوم مركب كيميائي له الصيغة LiClO3، ويكون على شكل بلّورات إبرية بيضاء في حالته النقيّة. يعدّ هذا المركّب من المؤكسدات القويّة.

## التحضير
يحضّر كلورات الليثيوم من تفاعل حمض الكلوريك مع كربونات الليثيوم.
{\displaystyle \mathrm {Li_{2}CO_{3}+2\ HClO_{3}\longrightarrow 2\ LiClO_{3}+H_{2}O+CO_{2}\uparrow } }
كما يمكن تحضير المركّب من تفاعل كلورات الباريوم مع كبريتات الليثيوم  كما في التفاعل:
{\displaystyle \mathrm {Li_{2}SO_{4}+Ba(ClO_{3})_{2}\longrightarrow 2\ LiClO_{3}+BaSO_{4}\downarrow } }

## الخواص
يوجد أن يتبلور كلورات الليثيوم على ثلاثة أشكال مائية وهي ثلاثي الهيدرات LiClO3 · 3 H2O أو أحادي الهيدرات LiClO3 · H2O أو ربع الهيدرات 4LiClO3 · H2O. إنّ أحادي الهيدرات يتحوّل عند 20.5 °س إلى ربع الهيدرات، والذي يتحوّل عند 42 °س إلى الشكل اللامائي. إنّ الشكل اللامائي يتبلور حسب النظام البلّوري المكعّب.
يتفكّك كلورات الليثيوم عند 270 °س إلى كلوريد الليثيوم والأكسجين. كتفاعل جانبي تحدث عملية عدم تناسب إلى حالة الأكسدة الأعلى والأخفض للكلور.
{\displaystyle \mathrm {2\ LiClO_{3}\ {\xrightarrow {\Delta }}\ 2\ LiCl+3\ O_{2}\uparrow } }
{\displaystyle \mathrm {4\ LiClO_{3}\ {\xrightarrow {\Delta }}\ LiCl+3\ LiClO_{4}} }

## الاستخدامات
يستخدم كلورات الليثيوم كمادة مؤكسدة في وقود الصواريخ.